# Bogchigir
Der Bogchigir (russisch Гора Богхигир) ist ein Berg im Süden des Pamir-Gebirges in Zentralasien.
Der vergletscherte Berg liegt in der Provinz Berg-Badachschan im Südosten von Tadschikistan. Er bildet mit einer Höhe von 5780 m die höchste Erhebung des gleichnamigen Gebirgsmassivs. Im Westen liegt das Flusstal des Toguzbulok, im Norden liegt der See Jaschilkul und das Gunt-Tal. Im Süden bildet der Koj-Tezek-Pass mit einer Höhe von 4271 m die Bezugsscharte.